# Айду (Люґанузе)
А́йду (ест. Aidu küla) — село в Естонії, у волості Люґанузе повіту Іда-Вірумаа.

## Населення
На 31 грудня 2011 року в селі не було постійних мешканців.